# Селенит иттербия(III)
Селенит иттербия(III) — неорганическое соединение,
соль иттербия и селенистой кислоты с формулой Yb2(SeO3)3,
бесцветные кристаллы,
не растворяется в воде,
образует кристаллогидраты.

## Получение
- Обменная реакция хлорида иттербия и селенита натрия:

{\displaystyle {\mathsf {2YbCl_{3}+3Na_{2}SeO_{3}\ {\xrightarrow {}}\ Yb_{2}(SeO_{3})_{3}\downarrow +6NaCl}}}

## Физические свойства
Селенит иттербия(III) образует бесцветные кристаллы.
Не растворяется в воде.
Образует кристаллогидраты состава Yb2(SeO3)3•n H2O, где n = 4 и 8.